# Apamea sinuata
Apamea sinuata là một loài bướm đêm trong họ Noctuidae.